# Дельнодубравский сельсовет
Дельнодубравский сельсовет — сельское поселение в Сосновском районе Тамбовской области Российской Федерации.
Административный центр — село Дельная Дубрава.

## История
Статус и границы сельского поселения установлены Законом Тамбовской области от 17 сентября 2004 года № 232-З «Об установлении границ и определении места нахождения представительных органов муниципальных образований в Тамбовской области».
Законом Тамбовской области от 26 июля 2017 года № 128-З, 7 августа 2017 года были преобразованы, путём их объединения, Дельнодубравский и Троицкоросляйский сельсоветы — в Дельнодубравский сельсовет с административным центром в селе Дельная Дубрава.

## Население
| 2010 | 2012 | 2013 | 2014 | 2015 | 2016 | 2017 |
| ---- | ---- | ---- | ---- | ---- | ---- | ---- |
| 467  | ↘450 | ↘444 | ↘424 | ↘412 | ↘408 | ↘400 |
| 2018 | 2019 | 2020 | 2021 |      |      |      |
| ↗848 | ↘808 | ↘784 | ↘733 |      |      |      |

## Состав сельского поселения
| № | Населённый пункт  | Тип населённого пункта       | Население |
| - | ----------------- | ---------------------------- | --------- |
| 1 | Дельная Дубрава   | село, административный центр | ↘465      |
| 2 | Камыши            | посёлок                      | 2         |
| 3 | Савинские Карпели | село                         | 323       |
| 4 | Троицкие Росляи   | село                         | 345       |

### Упразднённые населённые пункты
деревня Веселкино
|  |